# Ptilinop encaputxat occidental
El ptilinop encaputxat occidental (Ptilinopus ornatus) és una espècie d'ocell de la família dels colúmbids. Es pot trobar a la Península de Doberai, a l'oest de l'illa de Nova Guinea, a Indonèsia. Es desconeix el volum d'exemplars de l'espècie, encara que es manté estable.
Habita en boscos tropicals i subtropicals humits de terres baixes i de muntanya.